# Antena de ressonador dielèctric

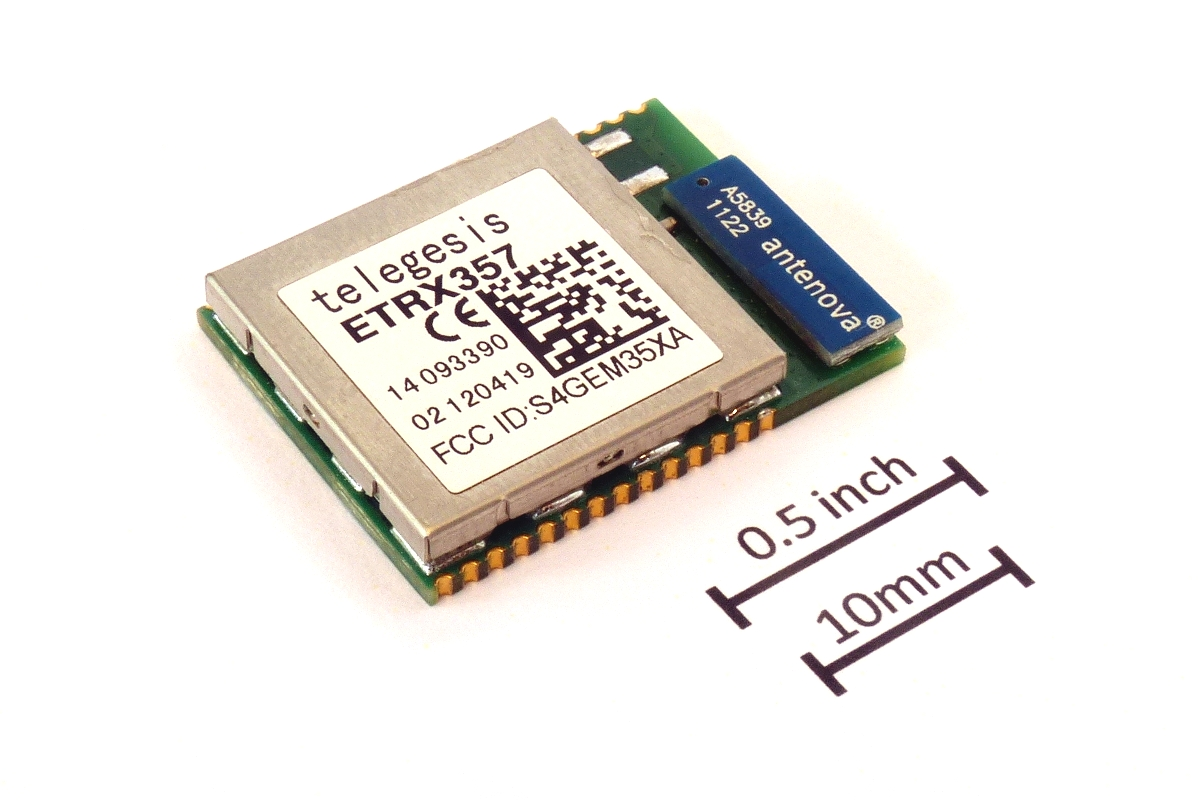
Exemple d'antena de ressonador dielèctic o antena ceràmica, és el component de color blau.

Una antena de ressonador dielèctric (amb acrònim anglès DRA) és una antena de ràdio utilitzada principalment a freqüències de microones i superiors, que consisteix en un bloc de material ceràmic de diverses formes, el ressonador dielèctric, muntat sobre una superfície metàl·lica, un pla de terra. Les ones de ràdio s'introdueixen a l'interior del material del ressonador des del circuit transmissor i reboten d'anada i tornada entre les parets del ressonador, formant ones estacionàries. Les parets del ressonador són parcialment transparents a les ones de ràdio, la qual cosa permet que la potència de la ràdio irradii a l'espai.
Un avantatge de les antenes de ressonador dielèctric és que no tenen peces metàl·liques, que es tornen amb pèrdues a altes freqüències, dissipant energia. Així, aquestes antenes poden tenir pèrdues més baixes i ser més eficients que les antenes metàl·liques a freqüències elevades de microones i ones mil·límetres. Les antenes de guia d'ones dielèctrics s'utilitzen en alguns dispositius sense fil portàtils compactes i equips de radar d'ones mil·límetres militars. L'antena va ser proposada per primera vegada per Robert Richtmyer el 1939. El 1982, Long et al. va fer el primer disseny i prova d'antenes de ressonadors dielèctrics considerant un model de guia d'ones amb fuites assumint un model de conductor magnètic de la superfície dielèctrica. En aquesta primera investigació, Long et al. va explorar el mode HEM11d en un bloc de ceràmica de forma cilíndrica per irradiar la cara ampla. Després de tres dècades, l'any 2012 Guha va introduir un altre mode (HEM12d) amb el mateix patró de cara ampla. Un efecte semblant a l'antena s'aconsegueix mitjançant un oscil·lació periòdica dels electrons del seu element capacitiu al pla de terra que es comporta com un inductor. Els autors van argumentar a més que el funcionament d'una antena dielèctrica s'assembla a l'antena concebuda per Marconi, l'única diferència és que l'element inductiu és substituït pel material dielèctric.
Les antenes de ressonador dielèctric ofereixen les següents característiques atractives:
- la longitud d'ona de l'espai lliure i {\displaystyle \varepsilon _{r}} és la constant dielèctrica del material ressonador. Així, escollint un valor elevat de {\displaystyle \varepsilon _{r}} ({\displaystyle \varepsilon _{r}\approx 10-100}), la mida del DRA es pot reduir significativament.
- No hi ha pèrdua de conductor inherent als ressonadors dielèctrics. Això condueix a una alta eficiència de radiació de l'antena. Aquesta característica és especialment atractiva per a les antenes d'ones mil·límetres (mm), on la pèrdua en antenes fabricades amb metall pot ser elevada.
- Els DRA ofereixen esquemes d'acoblament senzills a gairebé totes les línies de transmissió utilitzades a freqüències de microones i ones mm. Això els fa adequats per a la integració en diferents tecnologies planars. L'acoblament entre un DRA i la línia de transmissió plana es pot controlar fàcilment variant la posició del DRA respecte a la línia. Per tant, el rendiment de DRA es pot optimitzar fàcilment experimentalment.